# Каран, Чарльз Кортни
Чарльз Кортни Каран (англ. Charles Courtney Curran), (13 февраля 1861 — 9 ноября 1942) — американский художник-импрессионист, отображающий в своих работах в основном жанровые сцены, а также писавший портреты.
Творческой манере Карана свойственны яркие пейзажи: летние небеса, цветущие луга и горы, покрытые зеленью, которые занимали большую часть его композиций и стали отличительной чертой его картин. Основным лейтмотивом творчества Чарльза Карана были женщины и дети на фоне цветущей природы.

## Биография
Каран родился в Хартфорде, штат Кентукки, в феврале 1861 года, где его отец преподавал в школе. Через несколько месяцев после начала Гражданской войны семья уехала оттуда и вернулась в Огайо, в конце концов, поселившись в Сандаски, на берегу озера Эри, где старший Каран служил управляющим школами.
Чарльз Каран рано проявил интерес и склонность к искусству, и в 1881 году отправился в Цинциннати учиться в колледже искусств и наук МакМикена (позже Художественная академия Цинциннати). Он пробыл там всего год, а потом уехал в Нью-Йорк, где поступил в Национальную академию дизайна и посещал Студенческую Лигу искусств. В 1881 году переехал в Цинциннати (штат Огайо), где был принят в качестве студента в Академию изящных искусств. В 1882 году Чарльз переехал в Нью-Йорк и поступил в Национальную академию дизайна. В возрасте 23 лет дебютировал на выставке в Академии дизайна и демонстрировал там свои работы до конца карьеры. В 1887 году картины Карана также начали экспонироваться в Пенсильванской академии, где он продолжал показывать свои работы в течение почти трех десятилетий. Он уехал в Париж в 1889 году, где учился у Жюля Лефевра в Академии Жюлиана в течение двух лет. На многих картинах, созданных им в этот период, были изображены молодые привлекательные женщины из рабочего класса, занятые различными делами. Одна работа была особенно примечательна: «Веселый день» (1887, собрание Академии изобразительных искусств Пенсильвании) за которую он получил престижный приз National Academy’s three Hallgarten Prize в 1888 году. Вскоре после этого Каран и его молодая невеста Грейс покинули Соединенные Штаты, чтобы учиться в Париже, центре мира искусства. Первый ребёнок Каранов, Луи, родился, когда супруги жили в Париже. По возвращении в Соединенные Штаты художник поселился в Нью-Йорке и начал преподавать в Институте Пратта и Лиге студентов-художников Нью-Йорка. Умер художник в 1942 году. Его работы можно увидеть во многих музеях США.

## Творчество
В возрасте 23 лет Каран дебютировал на выставке в Академии дизайна, затем демонстрировал там свои работы до конца карьеры. В 1887 году картины Карана также начали экспонироваться в Пенсильванской академии, и он продолжал сотрудничать с ней в течение почти трех десятилетий. Художник продолжил обучение ремеслу художника в Академии Жюлиана в Париже, где был учеником Бенджамина Константа, Жюля-Жозефа Лефевра и Анри Люсьена Дусе. Каран преподавал в Институте Пратта, в колледже Купер-Юнион и Национальной академии.
tuttartpitturasculturapoesiamusica.com
В 1903 году художник и друг Карара, Фредерик Делленбо пригласил его посетить Крагсмур (англ. Cragsmoor), деревушку в округе Ольстер (штат Нью-Йорк, США). Буржуазный летний художественный центр, основанный Эдвардом Лэмсоном Генри, располагался вдоль плато в горах, возле городка Шаванганк (Shawangunk) в долине реки Гудзон. Очарованный пейзажем и творческой атмосферой, Каран основал там летний дом и студию. Вскоре художник стал центральной фигурой в колонии художников. Он давал уроки рисования, обучая начинающих художников живописи, и с помощью своей жены редактировал студенческое художественное издание «Палитра и кисть» во время своего лета в Крэгсмуре. Многие из картин, которые Чарльз Кортни Каран написал в летний период в художественной колонии Крэгсмур, отражают утонченную, идиллическую природу общины. Фигуры на картинах расположены среди живописного ландшафта.
Хотя художник получил известность прежде всего как пейзажист, показывающий молодых женщин и детей, Каран также нарисовал много портретов, а также создал серию работ, на которых изобразил Имперские Храмы в Пекине. В течение почти тридцати лет, вплоть до своей смерти в 1942 году, Каран делил свое время между Крэгсмуром и Нью-Йорком. Он продолжал рисовать и занимал преподавательские должности в Институте Пратта, колледже Cooper Union и Национальной академии. Помимо своей роли лидера художественной колонии Cragsmoor, Каран оставался активным членом Американского общества акварелистов, Общества американских художников и Национального клуба искусств.
Представители школы импрессионизма, несомненно, оказали влияние на его творчество, поскольку в своих работах, используя яркие краски и более насыщенную палитру цветов, он несколько работ посвятил теме игры световых эффектов и созданию на полотне атмосферы, присущей импрессионистам.
В 1904 году Каран был избран академиком Национальной академии дизайна. Его работы выставлялись в Академии изящных искусств Пенсильвании, Бруклинской художественной ассоциации, Чикагском художественном институте и Бостонском арт-клубе, а также на многочисленных международных экспозициях. Его работы хранятся в публичных коллекциях, включая Музей Метрополитен в Нью-Йорке; Национальная галерея искусств, Вашингтон, округ Колумбия; Академия изящных искусств Пенсильвании и многих других.